# Andrej Korotaev
Andrej Vital'evič Korotaev (in russo Андрей Витальевич Коротаев?; Mosca, 17 febbraio 1961) è un antropologo, economista, storico e sociologo russo, che ha dato importanti contributi allo sviluppo di modelli matematici di macrodinamica sociale ed economica.

## Biografia
Andrej Korotaev ha frequentato l'Università statale di Mosca. Ha conseguito il dottorato nel 1993 presso l'Università di Manchester, e nel 1998 il grado di Dottore in Scienze dell'Accademia delle Scienze di Russia. Dal 2000 è professore ordinario e direttore del Centro di Antropologia dell'Oriente presso l'Università di Stato russa per le discipline umanistiche, a Mosca, e primo ricercatore dell'Istituto Orientale e dell'Istituto di Studi Africani presso l'Accademia Russa delle Scienze. Nel 2003-2004 è stato membro in visita presso l'Institute for Advanced Study di Princeton.

## Contributi
I suoi contributi principali sono in tre aree:
1. studio del sistema politico dello Yemen del Nord[1] e le origini dell'Islam;[2] un contributo speciale è stato dato da Andrej Korotaev in questo campo tramite la rilevazione delle tendenze principali dello sviluppo delle culture yemenite con l'applicazione dei metodi quantitativi all'analisi delle fonti epigrafiche;
2. antropologia culturale;[3]
3. modellizzazione matematica delle dinamiche sociali, economiche e storiche (cliodinamica).[4] Ha sviluppato una serie di modelli matematici che descrivono in particolare le dinamiche politico-demografiche dell'Egitto.[5][6] È nota anche la sua recente ricerca sui cicli di Kondratieff nella dinamica del mondo.[7] Ha anche dato un contributo significativo allo studio dei fattori di crisi demografica in Russia.[8]

Si noti inoltre che Korotaev e i suoi colleghi hanno mostrato che il protestantesimo ha influenzato positivamente lo sviluppo del capitalismo non tanto dall'"etica protestante" (come è stato suggerito da Max Weber), ma piuttosto attraverso la promozione della alfabetizzazione.